# Gromada
Gromada (dt.: „Haufen“) war eine Einheit der dörflichen Selbstverwaltung in Polen zu verschiedenen Zeiten.
1. In der polnisch-litauischen Rzeczpospolita entwickelte sich vom 16. bis zum 18. Jahrhundert insbesondere in Kleinpolen eine Organisation, die alle Dorfbewohner umfasste. Ihre Organe waren die Dorfversammlung (zgromadzenie gromadzkie) und das Dorfamt (urząd wiejski). Sie beschäftigte sich mit internen Angelegenheiten des Dorfes, der Steuereintreibung und der Aufsicht über die finanziellen Leistungen gegenüber dem König.
2. In Kongresspolen ging die Gromada 1859 in den Bestand der Sammelgemeinde (gmina zbiorowa) ein. Ihr ausführendes Organ waren die Schulzen (sołtysy), die von Gromadaversammlungen gewählt wurden. Ihre Organisation war in Bauerndörfern, früher städtischen Siedlungen und Kleinadelsdörfern unterschiedlich.
3. In der Zweiten Polnischen Republik zwischen den Weltkriegen war die Gromada ein Teil der Sammelgemeinde, stellte aber eine separate Körperschaft dar, die den Gromadabesitz verwaltete.
4. In der Volksrepublik Polen war die Gromada von 1954 bis 1972 die kleinste Verwaltungseinheit. Eine Gromada umfasste mehrere Dörfer und wurde als Ersatz für Gemeinden eingeführt. An ihrer Spitze stand der Volksrat (rada narodowa) und dessen Präsidium.[1] 1972 wurde sie wieder durch Gemeinden (gminy) abgelöst.